# Боровая (Махнёвское муниципальное образование)
Боровая — деревня в Алапаевском районе Свердловской области России. Входит в состав Махнёвского муниципального образования.

## Географические положения
Деревня Боровая расположена в 70 километрах (по автотрассе в 97 километрах) к северу от города Алапаевска, на левом берегу реки Тагил. Автомобильное сообщение через паромную переправу нерегулярное, в половодье затруднено.

## Население
| 2002 | 2010 |
| ---- | ---- |
| 0    | →0   |